# Mediación cultural (psicología)
La mediación cultural es uno de los mecanismos distintivos del desarrollo humano, de acuerdo a la teoría psicológica histórico-cultural introducida por Lev Vygotski y desarrollada con el trabajo de sus numerosos seguidores en todo el mundo.

## Introducción
Vygotski investigó sobre el desarrollo del niño y sobre cómo este era guiado por el papel de la comunicación interpersonal y la cultura. Vygotski observó cómo las funciones mentales superiores se elaboran mediante interacciones sociales con personas significantes en la vida del niño, particularmente con parientes pero también con otros adultos. Mediante esas interacciones, el niño en su cultura accede a aprender los hábitos de la mente —del espíritu (mind)— incluyendo los patrones de discurso, el lenguaje escrito u otros conocimientos simbólicos, y mediante todo lo cual el niño derivará significados que afectarán a la construcción de su propio conocimiento. Esta premisa clave de la psicología vygotskiana es denominada a menudo como mediación cultural.
En este sentido, el conocimiento específico al que accede un niño mediante esa interacción también representa el conocimiento compartido de una cultura. Este proceso es conocido como internalización, y por su parte la interacción inversa dada a través de competencias propositivas, desde los conocimientos simbólicos adquiridos, es lo que para teóricos vygotskianos como Mercedes Chaves Jaime, viene a estructurarse a través de los vacíos o espacios en el Acto Lector. Al mismo tiempo, Jean Piaget sostiene en su teoría sobre el desarrollo cognitivo, que los principios asociados a la lógica comienzan a instalarse en los niños antes de la adquisición del lenguaje, por medio de la actividad sensorial en interacción con el medio social que los rodea.

## Ejemplo
La forma más sencilla de entender la mediación es comenzar con un ejemplo y seguir con los principios vygotskianos que encontramos tras él.
En el cumpleaños de una niña de cuatro años norteamericana, ella se sienta en la mesa con sus familiares y amigos. La niña adquiere un sentido de profundo gozo a medida que se encienden las velas en su pastel de cumpleaños y cuando éste es colocado sobre la mesa. Ello no se produce solamente porque ella sepa que el pastel es dulce y que le gusta la comida dulce; ni tampoco se debe al titileo de las velas, que agrada a sus ojos. Mientras que esas podrían constituir razones suficientes para que en un chimpancé diera una respuesta emocional, en un ser humano de cuatro años de edad se dan procesos mentales que se extienden más allá de eso. La niña pacientemente esperará a que su familia y amigos canten feliz cumpleaños. El goce no está en el pastel en sí sino en el significado específico del pastel para ella. Es un signo de que hoy es un día especial para ella, en el cual es el centro de atención, y en el que la familia y los amigos van a admirarla. Es también un signo de que ella es algo mayor, y de que, como tal, tiene un mayor estatus entre sus compañeros. No es sólo un pastel, es un pastel de cumpleaños y, más específicamente, el suyo propio. La auténtica significancia del pastel de cumpleaños no está por tanto en sus propiedades físicas en absoluto, sino más bien en la significancia que le confiere la cultura en la que crece la niña. Esto no se restringe a artefactos como pueda ser un pastel de cumpleaños. Una clase, el juego del fútbol, un camión de bomberos…son ante todo, y primero, artefactos culturales de los cuales los niños derivarán significado.
Este ejemplo nos puede ayudar a entender el enfoque del desarrollo humano en Vygotski. Como otros animales, tenemos funciones mentales inferiores, que están fuertemente vinculadas a procesos biológicos. En nuestro ejemplo del cumpleaños, un bebé bien podría haber intentado tomar un poco de crema del pastel tan pronto como lo hubiera visto, y la niña de cuatro años puede estar tentada de hacer lo mismo. Pero en los seres humanos, las funciones mentales inferiores vienen a facilitar una nueva línea de desarrollo, cualitativamente única. Vygotski la denomina "funciones mentales superiores". Las funciones inferiores no pueden ser emparentadas con las de un chimpancé ya que están entretejidas con la línea de las funciones mentales superiores y son esenciales para estas.
"La historia del comportamiento del niño nace del entrelazamiento de ambas líneas. La historia del desarrollo de las funciones mentales superiores es imposible sin un estudio de su prehistoria, sus raíces biológicas, y su disposición orgánica" (Vygotsky, 1978, p. 46).
Sin embargo, es esta línea superior de desarrollo lo que explica la intuición profunda del ejemplo del pastel.
Desde la perspectiva del desarrollo individual del niño, la línea psicológica superior de desarrollo es una que está guiada por la elaboración de "herramientas" y "signos" en la cultura. En nuestro ejemplo, el pastel es mucho más que una fuente de nutrición; es un signo con un significado más profundo y amplio. El signo "media" entre la entrada (input) inmediata sensorial y la respuesta de la niña, y, haciendo esto permite que por un momento se dé la reflexión y la autorregulación que de otra forma no serían posibles. En la medida en que tales signos puedan ser usados para influenciar sobre nuestro ambiente físico o social, o cambiarlo, constituyen herramientas (tools). Incluso el pastel de cumpleaños puede considerarse como una herramienta en el sentido en que el padre lo usa para establecer el que su hija ahora es más vieja, y que tiene un nuevo estatus en la sociedad.
El pastel es un ejemplo sofisticado. Las herramientas y los signos pueden ser mucho más simples, tal como el que supone un infante apuntando al objeto que desea. En un principio pudiera estar simplemente intentando alcanzar el objeto, pero la respuesta de la madre, la de pasárselo, le ayuda a darse cuenta de que la acción de apuntar le vale como una herramienta para cambiar el medio, el ambiente, de acuerdo con sus necesidades. En el niño, ya desde estos simples comienzos inter-subjetivos, se empieza a elaborar el mundo del significado que viene mediado por herramientas y signos.
Una premisa fundamental de Vygotski es por tanto la de que las herramientas y los signos son primero y ante todo algo compartido entre individuos en sociedad, y solo entonces pueden ser internalizados por los individuos que se desarrollan en tal sociedad; así se refleja en esta famosa cita:
"Toda función en el desarrollo cultural del niño aparece dos veces: primero, en el nivel social, y luego en el individual; primero, entre la gente (interpsicológica), y luego dentro del niño (intrapsicológica). Esto se aplica igualmente a la atención voluntaria, a la memoria lógica, y a la formación de conceptos. Todas estas funciones superiores se originan como relaciones reales entre individuos humanos" (Vygotsky, 1978: 57). 